# Petten

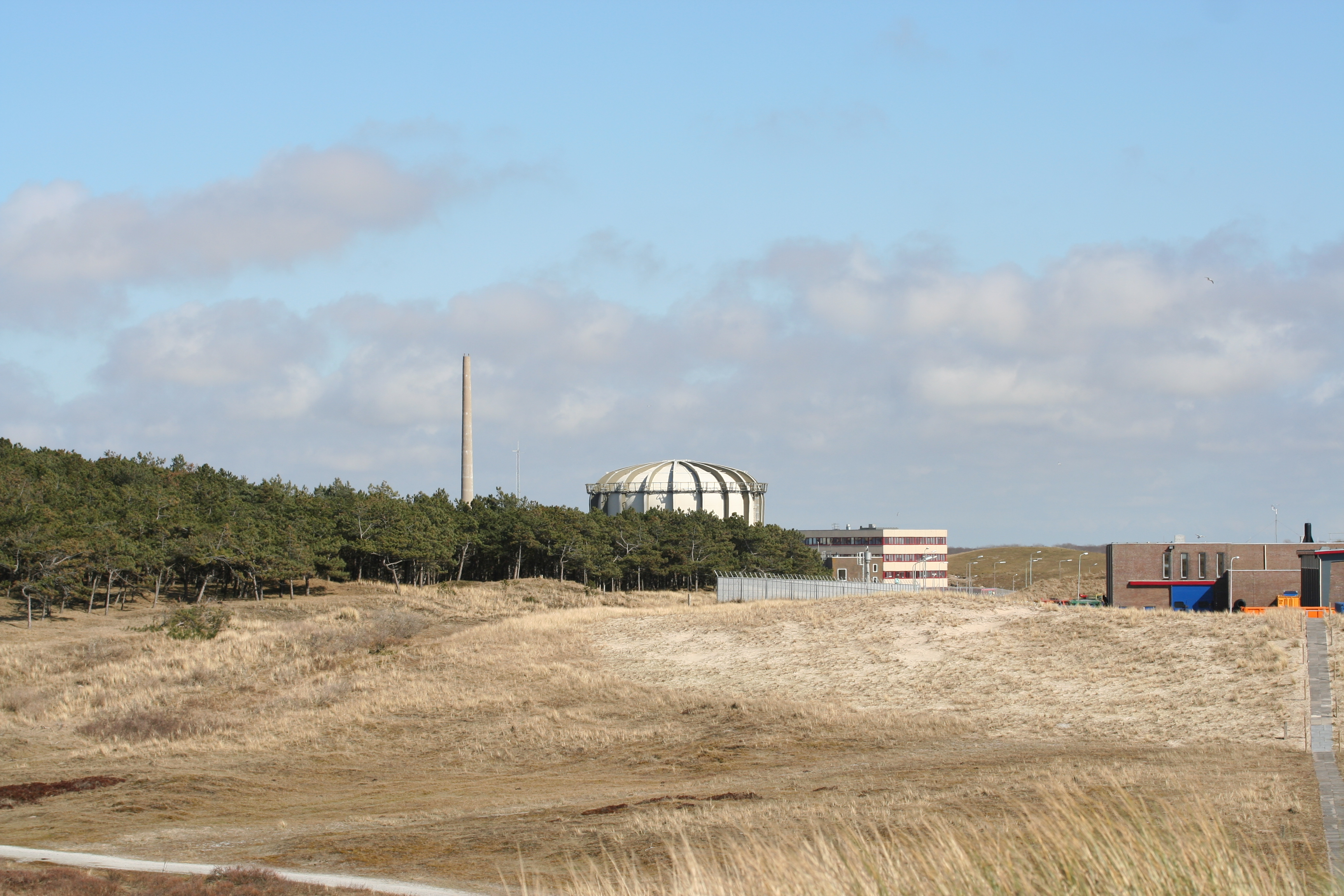
Energieforschungszentrum nördlich von Petten

Petten ist ein Dorf in der niederländischen Provinz Noord-Holland mit 1.650 Einwohnern. Es liegt in der Gemeinde Schagen (bis Ende 2012 Zijpe) hinter dem Deich „Pettemer Zeewering“.

## Geschichte
Am 21. November 1421 wurde das Dorf durch die Sint Elisabethsvloed zerstört, daraufhin wurde es weiter landeinwärts wieder aufgebaut, wo es im 17. Jahrhundert durch eine weitere Sturmflut erneut zerstört wurde. 1943 wurde Petten durch deutsche Truppen gesprengt, nach Kriegsende durch die Bewohner wieder aufgebaut. Zum Gedenken an dieses Ereignis steht in der Stadtmitte eine Säule aus den Steinen der zerstörten Kirche.
Internationale Bedeutung hat das niederländische Energieforschungszentrum ECN (das eigentlich näher an der Nachbargemeinde St. Maartenszee liegt, aber dennoch zu Petten zählt). Es besteht seit 1955 und ist auch Sitz des Instituts für Energie der Gemeinsamen Forschungsstelle der Europäischen Kommission.
Touristisch bietet Petten seinen Besuchern zahlreiche Möglichkeiten, wie Seefischerei, Strandzugang für Rollstuhlfahrer sowie weitläufige Rad- und Wanderwege am Deich und durch die umliegenden Dünen. Seit 2015 besitzt die Gemeinde Petten einen deutlich vergrößerten Strandbereich, der sich bis dahin nur in Richtung Norden erstreckte.

## Hondsbossche Dünen

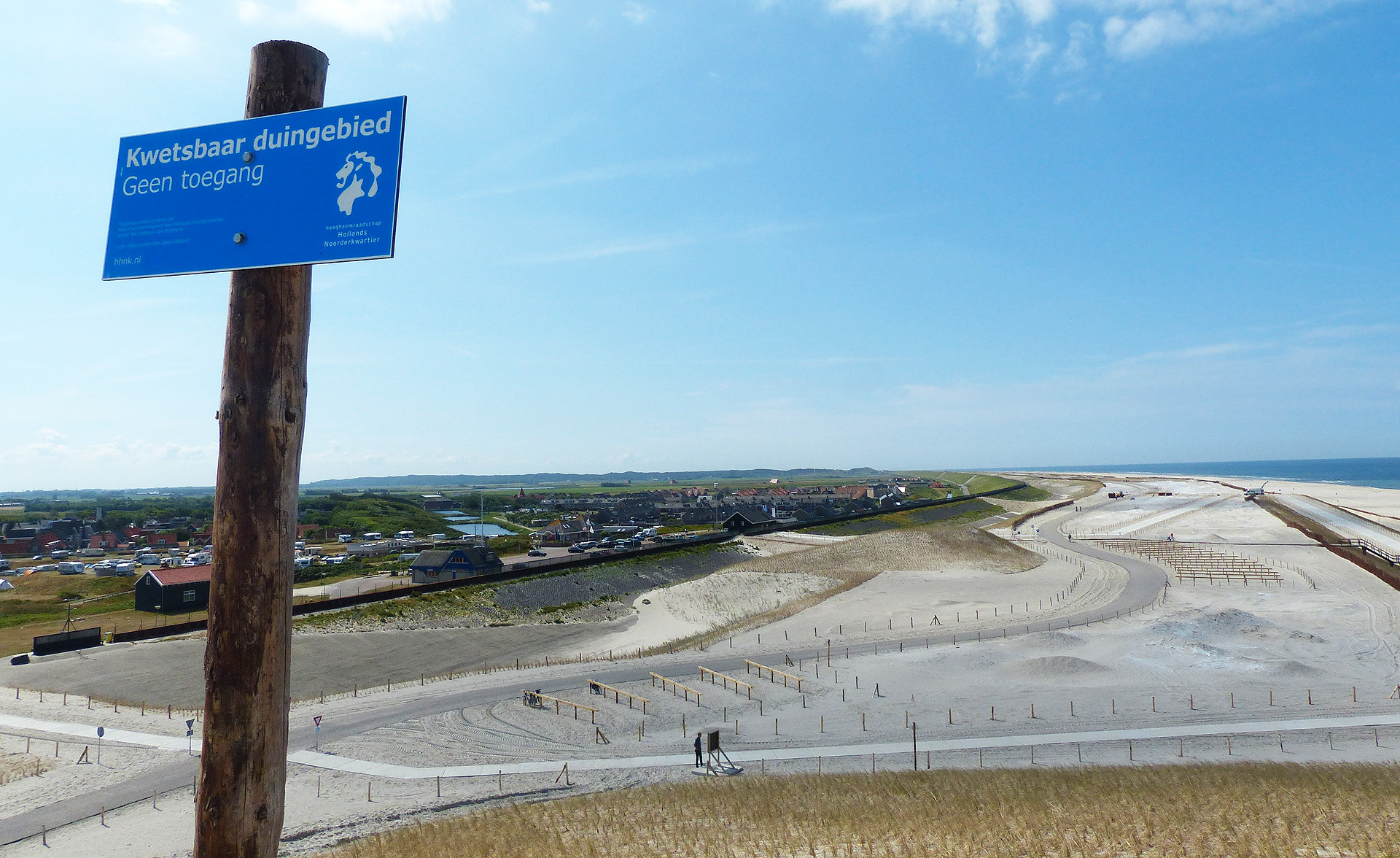
Hondsbossche Dünen mit sichtbarem altem Deich – Blick von Panoramadüne in Richtung Süden (2015)

Der südlich von Petten gelegene Deich „Hondsbossche und Pettemer Zeewering“ war durch Asphalt und Steinwerk stark befestigt, sodass der davor liegende Strand unattraktiv und wenig nutzbar war. Mit dem Projekt „Kust op Kracht“ schuf Rijkswaterstaat, die zuständige Behörde für Wasserbau und Küstenschutz, die Hondsbosschen Dünen, die bis an die Schoorlser Dünen reichen. Im Informationszentrum zum Küstenschutz „zand tegen zee“ werden die Historie und die Baumaßnahme in Wort und Bild dem Besucher nahegebracht.